# Music Hath Charms
Music Hath Charms é um filme de comédia musical britânico de 1935, dirigido por Thomas Bentley, Walter Summers, Arthur B. Woods e Alexander Esway, e estrelado por Henry Hall, Carol Goodner e Arthur Margetson.